# 王村墓群
王村墓群，是位于中国山东省泰安市东平县东平街道王村的一个汉代古墓葬群，1994年入选泰安市第一批文物保护单位。
王村墓群现存两座封土墓，曾出土玉衣、陶器等。